# Cúp C1 châu Âu 1965–66
Cúp C1 châu Âu 1965–66 của Cúp C1 châu Âu giải bóng đá dành cho các câu lạc bộ với đội vô địch là Real Madrid, đội đã vô địch 5 mùa đầu tiên của Cúp C1 châu Âu từ năm 1956 đến năm 1960, đã giành chức vô địch thứ sáu sau khi chiến thắng trong trận chung kết trước Partizan. Real Madrid đã đánh bại đương kim vô địch Inter Milan ở trận bán kết.

## Vòng sơ loại
| Đội 1             | TTS  | Đội 2             | Lượt đi | Lượt về |
| ----------------- | ---- | ----------------- | ------- | ------- |
| Feyenoord         | 2–6  | Real Madrid       | 2–1     | 0–5     |
| 17 Nëntori Tirana | 0–1  | Kilmarnock        | 0–0     | 0–1     |
| Fenerbahçe        | 1–5  | Anderlecht        | 0–0     | 1–5     |
| Lyn               | 6–8  | Derry City        | 5–3     | 1–5     |
| Panathinaikos     | 4–2  | Sliema Wanderers  | 4–1     | 0–1     |
| Keflavík          | 2–13 | Ferencváros       | 1–4     | 1–9     |
| Dinamo Bucharest  | 7–2  | Boldklubben 1909  | 4–0     | 3–2     |
| HJK               | 2–9  | Manchester United | 2–3     | 0–6     |
| Drumcondra        | 1–3  | Vorwärts Berlin   | 1–0     | 0–3     |
| Stade Dudelange   | 0–18 | Benfica           | 0–8     | 0–10    |
| Djurgården        | 2–7  | Levski Sofia      | 2–1     | 0–6     |
| Lausanne Sports   | 0–4  | Sparta Prague     | 0–0     | 0–4     |
| LASK Linz         | 2–5  | Górnik Zabrze     | 1–3     | 1–2     |
| APOEL             | 0–10 | Werder Bremen     | 0–5     | 0–5     |
| Partizan          | 4–2  | Nantes            | 2–0     | 2–2     |

Ghi chú: Bắt đầu từ mùa giải 1964/65, chỉ có đội đương kim vô địch, Inter Milan, được vào thẳng vòng thứ nhất.

### Lượt đi
| Feyenoord                  | 2–1      | Real Madrid |
| -------------------------- | -------- | ----------- |
| Venneker 78' · Kruiver 85' | Chi tiết | Puskás 35'  |

| 17 Nëntori Tirana | 0–0      | Kilmarnock |
| ----------------- | -------- | ---------- |
|                   | Chi tiết |            |

| Fenerbahçe | 0–0      | Anderlecht |
| ---------- | -------- | ---------- |
|            | Chi tiết |            |

| Lyn                                                | 5–3      | Derry City                     |
| -------------------------------------------------- | -------- | ------------------------------ |
| Berg 4', 32' · Dybwad-Olsen 19', 50' · Stavrum 62' | Chi tiết | R. Wood 10' · Gilbert 24', 34' |

| Panathinaikos                                               | 4–1      | Sliema Wanderers |
| ----------------------------------------------------------- | -------- | ---------------- |
| Sakelaridis 5' · Loukanidis 18' · Domazos 32' · Kamaras 61' | Chi tiết | Cini 36'         |

| Keflavík      | 1–4      | Ferencváros                                      |
| ------------- | -------- | ------------------------------------------------ |
| Júlíusson 67' | Chi tiết | Németh 27' · Karába 37' · Varga 38' · Albert 57' |

| Dinamo Bucharest                         | 4–0      | Boldklubben 1909 |
| ---------------------------------------- | -------- | ---------------- |
| Ene 50' · Gergely 75' · Fratila 85', 88' | Chi tiết |                  |

| HJK                          | 2–3      | Manchester United                |
| ---------------------------- | -------- | -------------------------------- |
| Pahlman 30' · Peltoniemi 71' | Chi tiết | Herd 1' · Connelly 15' · Law 36' |

| Drumcondra    | 1–0      | Vorwärts Berlin |
| ------------- | -------- | --------------- |
| Morrissey 65' | Chi tiết |                 |

| Stade Dudelange | 0–8      | Benfica                                                                                |
| --------------- | -------- | -------------------------------------------------------------------------------------- |
|                 | Chi tiết | Pedras 15', 21', 78' · Pereira 29' · Brenner 46' (l.n.) · Yaúca 59', 81' · Santana 85' |

| Djurgården       | 2–1      | Levski Sofia |
| ---------------- | -------- | ------------ |
| Nilsson 40', 63' | Chi tiết | Sokolov 9'   |

| Lausanne Sports | 0–0      | Sparta Prague |
| --------------- | -------- | ------------- |
|                 | Chi tiết |               |

| LASK Linz      | 1–3      | Górnik Zabrze                   |
| -------------- | -------- | ------------------------------- |
| Köglberger 60' | Chi tiết | Musiałek 19' · Wilczek 22', 55' |

| APOEL | 0–5      | Werder Bremen                                                 |
| ----- | -------- | ------------------------------------------------------------- |
|       | Chi tiết | Matischak 13', 32' · Podlich 31' · Schulz 45' · Zebrowski 78' |

| Partizan                  | 2–0      | Nantes |
| ------------------------- | -------- | ------ |
| Galić 37' · Hasanagić 48' | Chi tiết |        |

### Lượt về
| Real Madrid                            | 5–0      | Feyenoord |
| -------------------------------------- | -------- | --------- |
| Puskás 10', 20', 29', 86' · Grosso 44' | Chi tiết |           |

Real Madrid giành chiến thắng 6–2 chung cuộc.
| Kilmarnock | 1–0      | 17 Nëntori Tirana |
| ---------- | -------- | ----------------- |
| Black 77'  | Chi tiết |                   |

Kilmarnock giành chiến thắng 1–0 chung cuộc.
| Anderlecht                                         | 5–1      | Fenerbahçe     |
| -------------------------------------------------- | -------- | -------------- |
| Van Himst 32' · Stockman 42', 50', 70' · Hanon 89' | Chi tiết | Altıparmak 84' |

Anderlecht giành chiến thắng 5–1 chung cuộc.
| Derry City                                                | 5–1      | Lyn         |
| --------------------------------------------------------- | -------- | ----------- |
| Wilson 3', 17' · Crossan 49' · R. Wood 67' · McGeough 71' | Chi tiết | Stavrum 44' |

Derry City giành chiến thắng 8–6 chung cuộc.
| Sliema Wanderers | 1–0      | Panathinaikos |
| ---------------- | -------- | ------------- |
| Micallef 30'     | Chi tiết |               |

Panathinaikos giành chiến thắng 4–2 chung cuộc.
| Ferencváros                                                     | 9–1      | Keflavík      |
| --------------------------------------------------------------- | -------- | ------------- |
| Albert 7', 45', 77', 82', 89' · Novák 11', 22' · Varga 23', 34' | Chi tiết | Jóhansson 36' |

Ferencváros giành chiến thắng 13–2 chung cuộc.
| Boldklubben 1909          | 2–3      | Dinamo Bucharest                       |
| ------------------------- | -------- | -------------------------------------- |
| Petersen 29' · Hansen 34' | Chi tiết | Nunweiller 8' · Pârcălab 12' · Ene 44' |

Dinamo Bucharest giành chiến thắng 7–2 chung cuộc.
| Manchester United                                     | 6–0      | HJK |
| ----------------------------------------------------- | -------- | --- |
| Connelly 15', 47', 73' · Best 44', 52' · Charlton 76' | Chi tiết |     |

Manchester United giành chiến thắng 9–2 chung cuộc.
| Vorwärts Berlin                         | 3–0      | Drumcondra |
| --------------------------------------- | -------- | ---------- |
| Vogt 22' · Begerad 51' · Piepenburg 68' | Chi tiết |            |

Vorwärts Berlin giành chiến thắng 3–1 chung cuộc.
| Benfica                                                                                         | 10–0     | Stade Dudelange |
| ----------------------------------------------------------------------------------------------- | -------- | --------------- |
| Eusébio 9', 30', 32', 83' · José Augusto 11', 24', 60' · Pinto 49' · Guerreiro 54' · Torres 70' | Chi tiết |                 |

Benfica giành chiến thắng 18–0 chung cuộc.
| Levski Sofia                                                      | 6–0      | Djurgården |
| ----------------------------------------------------------------- | -------- | ---------- |
| Asparuhov 15', 19' · Iliev 34', 47' · Nikolov 35' · Abadzhiev 60' | Chi tiết |            |

Levski Sofia giành chiến thắng 7–2 chung cuộc.
| Sparta Prague                 | 4–0      | Lausanne Sports |
| ----------------------------- | -------- | --------------- |
| Mráz 21', 24', 77' · Dyba 82' | Chi tiết |                 |

Sparta Prague giành chiến thắng 4–0 chung cuộc.
| Górnik Zabrze           | 2–1      | LASK Linz               |
| ----------------------- | -------- | ----------------------- |
| Pohl 9' · Szołtysik 22' | Chi tiết | Lipošinović 34' (ph.đ.) |

Górnik Zabrze giành chiến thắng 5–2 chung cuộc.
| Werder Bremen                                              | 5–0      | APOEL |
| ---------------------------------------------------------- | -------- | ----- |
| Danielsen 36', 53' · Ferner 41' · Höttges 63', 83' (ph.đ.) | Chi tiết |       |

Werder Bremen giành chiến thắng 10–0 chung cuộc.
| Nantes                   | 2–2      | Partizan                  |
| ------------------------ | -------- | ------------------------- |
| Magny 32' · Blanchet 70' | Chi tiết | Kovačević 43' · Galić 47' |

Partizan giành chiến thắng 4–2 chung cuộc.

## Vòng 1
| Đội 1            | TTS | Đội 2             | Lượt đi | Lượt về |
| ---------------- | --- | ----------------- | ------- | ------- |
| Anderlecht       | 9–0 | Derry City        | 9–0     | (w/o)   |
| Kilmarnock       | 3–7 | Real Madrid       | 2–2     | 1–5     |
| Dinamo Bucharest | 2–3 | Inter Milan       | 2–1     | 0–2     |
| Ferencváros      | 3–1 | Panathinaikos     | 0–0     | 3–1     |
| Sparta Prague    | 5–1 | Górnik Zabrze     | 3–0     | 2–1     |
| Partizan         | 3–1 | Werder Bremen     | 3–0     | 0–1     |
| Vorwärts Berlin  | 1–5 | Manchester United | 0–2     | 1–3     |
| Levski Sofia     | 4–5 | Benfica           | 2–2     | 2–3     |

### Lượt đi
| Anderlecht                                                                           | 9–0      | Derry City |
| ------------------------------------------------------------------------------------ | -------- | ---------- |
| Jurion 5' · Van Himst 13', 66' · Puis 43', 83' · Mulder 46', 48', 65' · Stockman 90' | Chi tiết |            |

| Kilmarnock                        | 2–2      | Real Madrid             |
| --------------------------------- | -------- | ----------------------- |
| McLean 22' (ph.đ.) · McInally 60' | Chi tiết | Pirri 25' · Amancio 55' |

| Dinamo Bucharest        | 2–1      | Inter Milan |
| ----------------------- | -------- | ----------- |
| Frăţilă 25' · Haidu 51' | Chi tiết | Peiró 12'   |

| Ferencváros | 0–0      | Panathinaikos |
| ----------- | -------- | ------------- |
|             | Chi tiết |               |

| Sparta Prague                               | 3–0      | Górnik Zabrze |
| ------------------------------------------- | -------- | ------------- |
| Kvašňák 35' (ph.đ.) · Jílek 64' · Vrána 80' | Chi tiết |               |

| Partizan                                  | 3–0      | Werder Bremen |
| ----------------------------------------- | -------- | ------------- |
| Jusufi 70' · Hasanagić 75' · Pirmajer 89' | Chi tiết |               |

| Vorwärts Berlin | 0–2      | Manchester United      |
| --------------- | -------- | ---------------------- |
|                 | Chi tiết | Law 73' · Connelly 80' |

| Levski Sofia               | 2–2      | Benfica          |
| -------------------------- | -------- | ---------------- |
| Asparuhov 5' · Nikolov 59' | Chi tiết | Eusébio 22', 63' |

### Lượt về
| Derry City | Huỷ trận đấu | Anderlecht |
| ---------- | ------------ | ---------- |
|            | Chi tiết     |            |

Anderlecht giành chiến thắng 9–0 chung cuộc.
| Real Madrid                                        | 5–1      | Kilmarnock  |
| -------------------------------------------------- | -------- | ----------- |
| Grosso 25', 36' · Ruiz 26' · Gento 58' · Pirri 90' | Chi tiết | McIlroy 22' |

Real Madrid giành chiến thắng 7–3 chung cuộc.
| Inter Milan                         | 2–0      | Dinamo Bucharest |
| ----------------------------------- | -------- | ---------------- |
| Mazzola 47' (ph.đ.) · Facchetti 87' | Chi tiết |                  |

Inter Milan giành chiến thắng 3–2 chung cuộc.
| Panathinaikos | 1–3      | Ferencváros                           |
| ------------- | -------- | ------------------------------------- |
| Domazos 48'   | Chi tiết | Karába 8' · Fenyvesi 27' · Albert 63' |

Ferencváros giành chiến thắng 3–1 chung cuộc.
| Górnik Zabrze | 1–2      | Sparta Prague |
| ------------- | -------- | ------------- |
| Szołtysik 84' | Chi tiết | Mráz 17', 78' |

Sparta Prague giành chiến thắng 5–1 chung cuộc.
| Werder Bremen | 1–0      | Partizan |
| ------------- | -------- | -------- |
| Schütz 32'    | Chi tiết |          |

Partizan giành chiến thắng 3–1 chung cuộc.
| Manchester United  | 3–1      | Vorwärts Berlin |
| ------------------ | -------- | --------------- |
| Herd 19', 39', 84' | Chi tiết | Piepenburg 82'  |

Manchester United giành chiến thắng 5–1 chung cuộc.
| Benfica                              | 3–2      | Levski Sofia      |
| ------------------------------------ | -------- | ----------------- |
| Eusébio 6' · Coluna 28' · Torres 46' | Chi tiết | Asparuhov 3', 75' |

Benfica giành chiến thắng 5–4 chung cuộc.

## Tứ kết
| Đội 1             | TTS | Đội 2       | Lượt đi | Lượt về |
| ----------------- | --- | ----------- | ------- | ------- |
| Anderlecht        | 3–4 | Real Madrid | 1–0     | 2–4     |
| Inter Milan       | 5–1 | Ferencváros | 4–0     | 1–1     |
| Sparta Prague     | 4–6 | Partizan    | 4–1     | 0–5     |
| Manchester United | 8–3 | Benfica     | 3–2     | 5–1     |

### Lượt đi
| Anderlecht   | 1–0      | Real Madrid |
| ------------ | -------- | ----------- |
| Van Himst 2' | Chi tiết |             |

| Inter Milan                          | 4–0      | Ferencváros |
| ------------------------------------ | -------- | ----------- |
| Jair 8' · Corso 36' · Peiró 65', 73' | Chi tiết |             |

| Sparta Prague                             | 4–1      | Partizan      |
| ----------------------------------------- | -------- | ------------- |
| Kvašňák 20', 54' (ph.đ.), 86' · Mašek 73' | Chi tiết | Hasanagić 16' |

| Manchester United                | 3–2      | Benfica                       |
| -------------------------------- | -------- | ----------------------------- |
| Herd 36' · Law 44' · Foulkes 58' | Chi tiết | José Augusto 30' · Torres 70' |

### Lượt về
| Real Madrid                               | 4–2      | Anderlecht            |
| ----------------------------------------- | -------- | --------------------- |
| Amancio 12', 35' · Gento 58' (ph.đ.), 83' | Chi tiết | Jurion 87' · Puis 90' |

Real Madrid giành chiến thắng 4–3 chung cuộc.
| Ferencváros       | 1–1      | Inter Milan    |
| ----------------- | -------- | -------------- |
| Novák 31' (ph.đ.) | Chi tiết | Domenghini 62' |

Inter Milan giành chiến thắng 5–1 chung cuộc.
| Partizan                                             | 5–0      | Sparta Prague |
| ---------------------------------------------------- | -------- | ------------- |
| Kovačević 4', 29' · Vasović 23' · Hasanagić 35', 41' | Chi tiết |               |

Partizan giành chiến thắng 6–4 chung cuộc.
| Benfica            | 1–5      | Manchester United                                        |
| ------------------ | -------- | -------------------------------------------------------- |
| Brennan 52' (l.n.) | Chi tiết | Best 6', 13' · Connelly 15' · Crerand 78' · Charlton 89' |

Manchester United giành chiến thắng 8–3 chung cuộc.

## Bán kết
| Đội 1       | TTS | Đội 2             | Lượt đi | Lượt về |
| ----------- | --- | ----------------- | ------- | ------- |
| Real Madrid | 2–1 | Inter Milan       | 1–0     | 1–1     |
| Partizan    | 2–1 | Manchester United | 2–0     | 0–1     |

### Lượt đi
| Real Madrid | 1–0      | Inter Milan |
| ----------- | -------- | ----------- |
| Pirri 12'   | Chi tiết |             |

| Partizan                    | 2–0      | Manchester United |
| --------------------------- | -------- | ----------------- |
| Hasanagić 46' · Bečejac 59' | Chi tiết |                   |

### Lượt về
| Inter Milan   | 1–1      | Real Madrid |
| ------------- | -------- | ----------- |
| Facchetti 78' | Chi tiết | Amancio 20' |

Real Madrid giành chiến thắng 2–1 chung cuộc.
| Manchester United | 1–0      | Partizan |
| ----------------- | -------- | -------- |
| Stiles 72'        | Chi tiết |          |

Partizan giành chiến thắng 2–1 chung cuộc.

## Chung kết
| Real Madrid              | 2–1                  | Partizan    |
| ------------------------ | -------------------- | ----------- |
| Amancio 70' · Serena 76' | Chi tiết MatchCentre | Vasović 55' |

## Top cầu thủ ghi bàn
Top cầu thủ ghi bàn hàng đầu của Cúp C1 châu Âu 1965–66 (tính từ vòng sơ loại):
| Tt. | Tên cầu thủ       | Câu lạc bộ        | Bàn thắng |
| --- | ----------------- | ----------------- | --------- |
| 1   | Florián Albert    | Ferencváros       | 7         |
| 1   | Eusébio           | Benfica           | 7         |
| 3   | John Connelly     | Manchester United | 6         |
| 3   | Mustafa Hasanagić | Partizan          | 6         |
| 5   | Amancio           | Real Madrid       | 5         |
| 5   | Georgi Asparuhov  | Levski Sofia      | 5         |
| 5   | David Herd        | Manchester United | 5         |
| 5   | Ivan Mráz         | Sparta Prague     | 5         |
| 5   | Ferenc Puskás     | Real Madrid       | 5         |
| 10  | José Augusto      | Benfica           | 4         |
| 10  | George Best       | Manchester United | 4         |
| 10  | Paul van Himst    | Anderlecht        | 4         |
| 10  | Andrej Kvašňák    | Sparta Prague     | 4         |
| 10  | Jacques Stockman  | Anderlecht        | 4         |